# Bobby Jones
Robert Tyre "Bobby" Jones Jr. (17 de Março de 1902 - 18 de Dezembro de 1971) foi um jogador de golfe dos Estados Unidos. Sua fama se deve ao seu Grand Slam ao vencer os maiores torneios de golfe em seu tempo. Também estrelou filmes sobre o golfe.

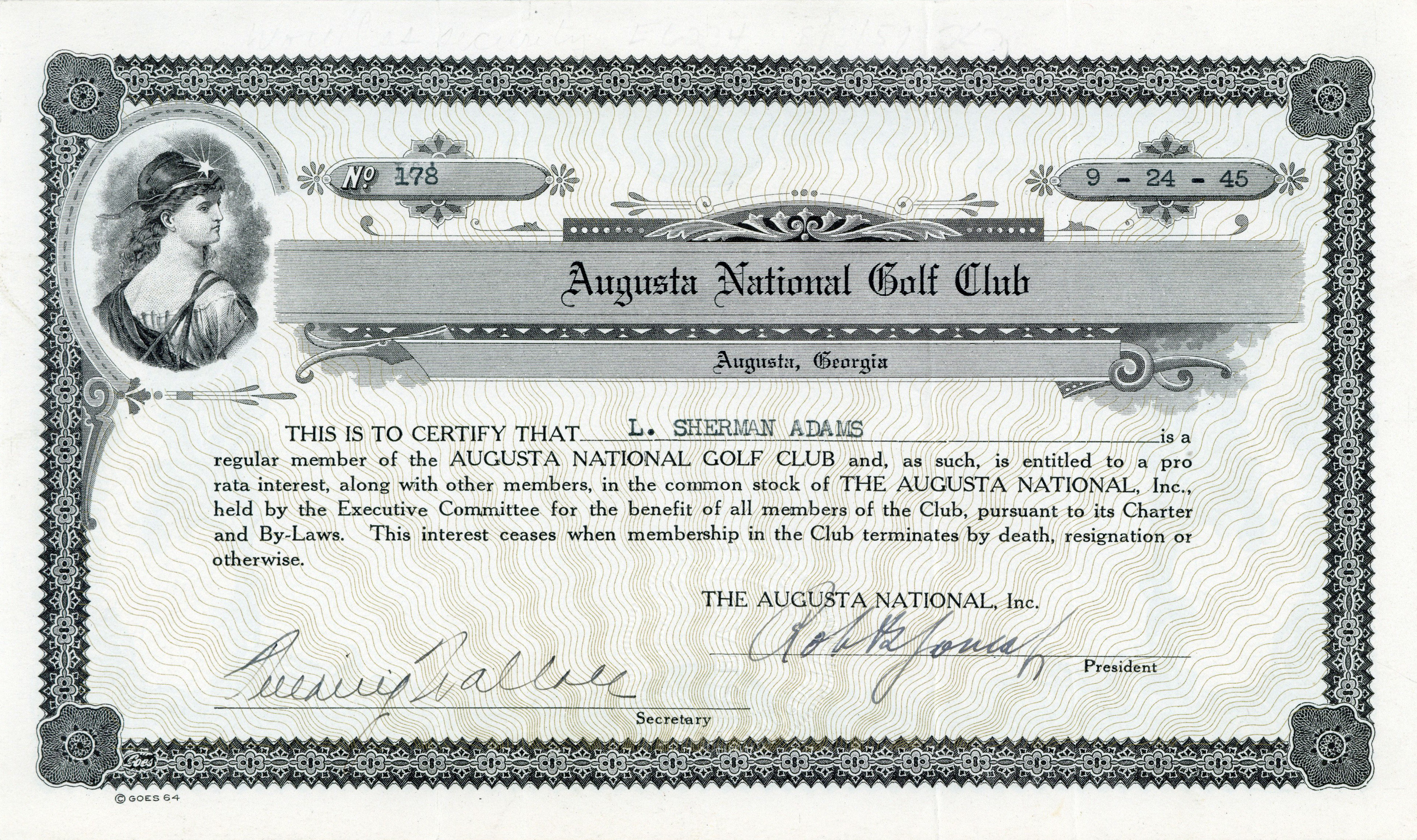
Ação do Augusta National Golf Club, emitida em 24 de setembro de 1945, dirigida a L. Sherman Adams, assinada no original por Bobby Jones como Presidente